# 张可久
张可久（1270年？—1348年？），字小山（一说名伯远，字可久，号小山），庆元路（今浙江宁波鄞县）人。元朝散曲家，剧作家，以小令為主。善以詩詞入曲、清麗典雅華而不艷。與喬吉並稱“曲中雙璧”、「曲中李杜」，與張養浩合為“二張”。

## 生平事蹟
人生坎坷，生平事跡不詳，曾多次做路吏这样的小官，怀才不遇。七十歲尚为小吏。张曾漫游江南之名胜古迹，足迹遍及江苏、浙江、安徽、湖南一带，晚年隐居在杭州一带。
张毕生致力于词曲的创作，是元代最为多产的散曲大家，也是元曲的集大成者之一，其在世时便享有盛誉。朱权在其《太和正音谱》中称张可久为“词林之宗匠”。其作品风格多样“或咏自然风光、或述颓放生活、或为酬作、或写闺情”。张可久是元代散曲中“清丽派”的代表作家。

## 藝術成就
張可久散曲範圍極廣，包括寫景言情、感懷、弔古傷今、悲嘆個人得失、送別、懷古、說理談禪、詠物贈答之作。
張可久風格多樣，以典雅脫俗，雅正清麗為主，也有簡淡疏放；講究蘊藉騷雅，以蘊藉為最高境界，少用襯字，失去散曲俚俗質樸本色。
張可久作曲精心雕琢，以詞藻取勝，並注重格律工整，專以鍊句為工，對仗見巧，喜用典故，亦喜用詩詞的句法，多采詩詞句法入曲。
太和正音樂譜云：「張小山之詞，如瑤天笙鶴。其詞清而且麗，華而不豔，有不吃煙火食氣，真可謂不覊之材。若被太華之仙風，招蓬萊之海月，誠詞林之宗匠也。當以九方皋之眼相之。」

## 著作
张存世作品现存小令855首，套曲9首，数量为有元之冠，有《小山乐府》行世。
- 專集：《北曲聯樂府》、《小山樂府》[1]、《張小山小令》